# Autofagosoma
L'autofagosoma, anche chiamato "autolisosoma", in biologia è parte costituente del sistema lisosomiale. Molto spesso viene paragonato a un semplice vacuolo. Nel processo di autofagia, questo particolare ente cellulare è adibito alla raccolta di organuli danneggiati per permetterne la distruzione da parte dei lisosomi, grazie all'uso di particolari enzimi. Gli autofagosomi svolgono un ruolo importante soprattutto nel caso in cui le sostanze nutritive per la cellula siano insufficienti. In tal caso il processo di autofagia si rivela di vitale importanza per la sopravvivenza della cellula, che ottiene energia distruggendo parte di se stessa.